# Robert Costanzo
Robert Costanzo (New York, 20 oktober 1942) is een Amerikaanse acteur, stemacteur, filmproducent, filmregisseur en scenarioschrijver.

## Carrière
Costanzo begon in 1975 met acteren in de film Dog Day Afternoon. Hierna heeft hij nog meerdere rollen gespeeld (meer dan 200) in films en televisieseries zoals Barney Miller (1977-1982), Hill Street Blues (1984), L.A. Law (1986-1987), Family Ties (1984-1987), Total Recall (1990), Die Hard 2 (1990), City Slickers (1991), NYPD Blue (1993), Air Bud: Golden Receiver (1998), The New Batman Adventures (1997-1998), Hercules: The Animated Series (1998-1999), Call Me Claus (2001), Batman: Mystery of the Batwoman (2003) en Days of our Lives (2006-2010).

## Filmografie

### Animatiefilms
- 2012 Foodfight! - als Maximillius Moose
- 2003 Batman: Mystery of the Batwoman – als Detective Harvey Bullock (stem)
- 2003 The Fairly OddParents in: Abra Catastrophe! – als constructie werker (stem)
- 1999 Hercules: Zero to Hero – als Philoctetes (stem)
- 1998 Batman & Mr. Freeze: SubZero – als detective Harvey Bullock (stem)
- 1996 The Batman Superman Movie: World's Finest – als detective Harvey Bullock (stem)
- 1993 Batman: Mask of the Phantasm – als detective Harvey Bullock (stem)

### Films
Selectie:
- 2003 Carolina – als perfecte date
- 2001 Call Me Claus – als Santa
- 1998 Air Bud: Golden Receiver – als coach Fanelli
- 1994 North – als Al
- 1992 Honeymoon in Vegas – als Sidney Tomashefskey
- 1991 City Slickers – als Sal
- 1990 Die Hard 2 – als Vito Lorenzo
- 1990 Dick Tracy – als bodyguard van Lips
- 1990 Total Recall – als Harry
- 1977 Saturday Night Fever – als klant in verfwinkel
- 1975 Dog Day Afternoon – als politieagent in New York

### Animatieseries
Selectie:
- 2000 – 2006 Family Guy – als Biff en Danny DeVito en Louie Anderson (stemmen) – 2 afl.
- 1998 – 1999 Hercules: The Animated Series – als Philoctetes en Phil (stemmen) – 9 afl.
- 1997 – 1998 The New Batman Adventures – als Harvey Bullock en Henchman en Carol Singer (stemmen) – 8 afl.
- 1992 – 1995 Batman: The Animated Series – als Harvey Bullock en Rocco (stemmen) – 18 afl.

### Televisieseries
Selectie:
- 2018 Champions - als oom Bud - 8 afl.
- 2006 – 2010 Days of our Lives – als motel bediende en Salvatore Bandino en Sal – 8 afl.
- 2004 Will & Grace – als Paul – 2 afl.
- 1999 DiResta – als Vic DiResta – 5 afl.
- 1995 – 1996 Charlie Grace – als Artie Crowford – 9 afl.
- 1994 The Maharaja's Daughter – als Di Fazio – miniserie
- 1993 NYPD Blue – als Alfonso Giardella – 6 afl..
- 1991 – 1992 Reasonable Doubts – als ?? – 3 afl.
- 1992 Brooklyn Bridge – als mr. Cavaretti – 2 afl.
- 1990 Glory Days – als V.T. Krantz – 6 afl.
- 1989 – 1990 The Tracy Ullman Show – als Big Tony Manetti – 2 afl.
- 1982 – 1988 St. Elsewhere – als mr. Broadwater – 3 afl.
- 1984 – 1987 Family Ties – als Carmine en Larry Briganti en Max Schneider en Sam en ober – 5 afl.
- 1987 1st & Ten - als Jake – 2 afl..
- 1986 – 1987 L.A. Law – als Vinnie La Rossa – 3 afl.
- 1984 Hill Street Blues – als Lester Franco – 3 afl.
- 1981 Checking In – als Hank Sabatino  - 4 afl.
- 1979 – 1980 The White Shadow – als mr. Pettrino – 3 afl.
- 1979 – 1980 The Last Resort – als Murray – 15 afl.
- 1978 – 1979 Joe & Valerie – als Vincent Pizo – 6 afl.

### Filmproducent
- 2013 Can Frankie Come Out? 1 - film
- 2011 Can Frankie Come Out? - korte film
- 2007 Banished - film

### Filmregisseur/scenarioschrijver
- 2013 Can Frankie Come Out? 1 - film
- 2011 Can Frankie Come Out? - korte film

### Computerspellen
- 2018 Thief of Thieves - als Geoffredo Rotolo
- 2014 Batman Arkham Origins - Cold, Cold Heart - als rechercheur Harvey Bullock
- 2013 Batman: Arkham Origins - als Harvey Bullock (politieagent in Arkham) (stem)
- 2010 Mafia II – als Joe Barbaro en derek pappalardo (stem)
- 2010 Command & Conquer 4: Tiberian Twilight – als stem
- 2010 Kingdom Hearts: Birth by Sleep – als Philoctetes (stem)
- 2007 Kingdom Hearts: Final Mix – als Philoctetes (stem)
- 2006 The Sopranos: Road to Respect – als Angelo (stem)
- 2005 Kingdom Hearts II – als Philoctetes (stem)
- 2002 Kingdom Hearts – als Philoctetes (stem)
- 1999 Arcade Frenzy – als Philoctetes (stem
- 1992 Sewer Shark – als Stenchler (stem)

- Gemeinsame Normdatei: 1061414450
- International Standard Name Identifier: 0000 0004 0890 8208
- Library of Congress Control Number: no2014123051
- MusicBrainz: 24359f09-1ed9-44f2-a194-30a7b32ac3b8
- Nationale Bibliotheek van Israël: 987012384936105171
- Virtual International Authority File: 302002457
- WorldCat: E39PBJgt49D6VPXtTtG6wxJ7HC